# The Climber (manga)
The Climber (孤高の人?, Kokou no Hito) è un manga seinen basato sul romanzo omonimo di Jiro Nitta; scritto da Yoshirō Nabeda e Shin'ichi Sakamoto e illustrato dallo stesso Shin'ichi Sakamoto. Dal volume 5 in poi sia la sceneggiatura che il disegno vengono affidati a Shin'ichi Sakamoto.
Serializzato a partire dal 2007 sulla rivista settimanale Weekly Young Jump e conclusosi nel 2012, è composto da 170 capitoli raccolti poi da Shūeisha in 17 volumi. In Italia la pubblicazione è iniziata nel 2011 ad opera di J-Pop.

## Sinossi
Buntaro Mori è uno studente molto introverso che matura una grande passione per il climbing dopo essere stato sfidato da un suo compagno di classe a scalare la parete esterna della scuola. Da qui in poi il manga segue l'evolversi della vita di Buntaro, influenzato dal desiderio quasi ossessivo di diventare il primo a scalare la parete orientale del K2.

## Trama

### Volumi 1-3
Buntaro Mori, un giovane liceale introverso e taciturno di diciassette anni, viene trasferito in una nuova scuola.
Un suo compagno di classe, il bullo Hajime Miyamoto, esperto scalatore, lo sfida a scalare la parete esterna della scuola con la promessa di lasciarlo in pace per il resto dell'anno. Incredibilmente Mori ci riesce al primo tentativo e scopre un'innata passione (e talento) per il climbing.
Il professore Masao Onishi nota il talento di Mori e lo convince ad iscriversi al torneo regionale del Kanto di arrampicata. Geloso del compagno di classe, anche Miyamoto si iscrive. Mori finisce eliminato in quanto slega la fune di sicurezza per arrampicarsi in cima alla parete mentre Miyamoto vince il torneo. La notizia della vittoria di Miyamoto ha risonanza mediatica e Onishi può finalmente organizzare un club di scalata del liceo.  

Nel frattempo il professore scopre che Buntaro è stato trasferito nella nuova scuola dopo essere stato accusato ingiustamente di aver istigato un compagno della sua vecchia scuola a tentare il suicidio lanciandosi dal tetto. Il club di scalata si trasforma così nell'occasione per Onishi di diventare il mentore di Buntaro e aiutarlo ad aprirsi agli altri. 

Durante una gita sul monte Futago, una ragazza del club, Yumi Shirai, cade da una scarpata. Viene prontamente salvata da Buntaro che si arrampica sul dorso della montagna in un free solo. La sua impresa viene immortalata da Mutsumi Kurosawa, un cronista senza scrupoli ed ex compagno di scalate del professor Onishi, che divulga la notizia presentando il club come un gruppo di persone che pratica sport estremi senza protezioni.  

L'incidente provoca la sospensione dell'attività del club di scalata. Yumi non riceve la raccomandazione per una buona università da parte del preside del liceo, Miyamoto decide di lasciare la scuola e dedicarsi alle scalate in Francia. Mori si ritrova nuovamente solo e isolato da tutti. Poco tempo dopo Buntaro viene contattato dallo stesso fotografo dello scoop, Kurosawa, anch'egli un tempo uno scalatore ed ex compagno di cordata di Onishi, che gli offre l'occasione per scalare in free solo lo Yatsugatake. Inizialmente titubante Buntaro accetta ma il giorno dell'arrivo, durante una libera esplorazione, si trova coinvolto in una tempesta di neve. Il professor Onishi, che seguiva gli spostamenti di Buntaro per proteggerlo, si trova a dovergli prestare soccorso prima che il giovane muoia assiderato. Tuttavia nel salvataggio verrà coinvolto in una frana e perderà la vita. Dopo la morte del suo mentore, Mori lascia il liceo e fa visita in ospedale al suo compagno di scuola che tentò il suicidio, ridotto in coma, giurandogli che sarebbe divenuto uno scalatore.

### Volumi 4-9
Passano due anni e Buntaro Mori, ormai ventenne, continua ad allenarsi duramente per migliorare le sue abilità di scalatore e si guadagna da vivere come operaio in una azienda di congelatori. Nel frattempo il ragazzo si è posto come obiettivo quello di scalare per primo e in solitaria la parete orientale del K2, finora intonsa. 

Kurosawa ricontatta Mori e gli propone una partnership con il ricco Yusuke Ninomiya ma il ragazzo inizialmente rifiuta, pensando di poter accumulare da solo la cifra necessaria per poter scalare il K2.
Mori ha un incontro casuale con la sua ex compagna di classe Yumi, divenuta una escort con problemi finanziari. Dopo un tentato approccio sessuale la ragazza deruberà Buntaro dei suoi risparmi faticosamente accumulati e fuggirà. Costretto dalle circostanze, il ragazzo entra nel club 14 Mountain capitanato dal ricco Nariyama dove farà la conoscenza del giovane ed ambizioso Taku Niimi, Akihiko Kase, il taciturno Kunieda (in realtà un chirurgo di nome Yasufumi Murata, accusato di omicidio) e del capitano, lo scalatore veterano Tatsuji Komura. 

Una simulazione per la scalata del K2 sulle cime del Eboshidake tuttavia si trasforma in tragedia. Prima Kase morirà in seguito ad una caduta, poi Mori verrà escluso dal gruppo quando dichiarerà che proseguire è troppo pericoloso.  Tuttavia Buntaro deciderà di seguirli a distanza.  Kunieda, Niimi e Komura proseguiranno per un altro paio di giorni finché non saranno anch'essi travolti da una valanga per colpa di Kunieda. Mori riuscirà solo a recuperare Niimi, gravemente ferito, e a vegliare su di lui per altri tre giorni finché il compagno non spira affidandogli le sue ultime parole. Dopo aver seppellito l'amico, Mori procede per un'altra settimana la sua scalata giungendo sulla cima dello Shakujodake.
Tornato a valle, Buntaro viene assistito e interrogato dalla polizia di Nagano per poi essere rilasciato. Nel frattempo l'azienda in cui Mori lavorava chiude i battenti e il giovane si ritrova senza lavoro. In preda alla depressione, il ragazzo rinuncia momentaneamente al sogno di scalare la parete orientale del K2.

### Volumi 9-11
Quattro anni dopo, un ventiquattrenne Mori vive sulla cima del Monte Fuji, dove compie delle misurazioni sul ghiaccio della montagna giornalmente durante la stagione invernale per conto del professor Isao Adachi.  Nel mentre è visitato in montagna dal giovane scalatore e suo ammiratore Ayumu Takemura, che vorrebbe seguirne le orme. La bravura e la fama di Mori, ormai conosciuto come lo Scalatore Solitario, è tale da fargli guadagnare un posto nel gruppo di ricerca all'Università del Kanto Orientale come esploratore, permettendogli una paga dignitosa. Nel frattempo il ragazzo si occupa anche ad aiutare il giovane figlio che Niimi concepì con la sua ragazza prima di partire per la spedizione sulle Alpi giapponesi. Un giorno viene ricontattato dal suo vecchio compagno di classe delle superiori, Miyamoto, ritornato dopo sei anni in Giappone. Assieme a loro si trova anche Yumi, ormai sposata, che si offre di restituire la somma rubata a Buntaro anni prima. Tuttavia egli rifiuta. I tre si ritroveranno a Jogasaki, presso Izu, dove Buntaro si è recato per effettuare delle misurazioni sulla sabbia gialla per il professor Adachi e i due vecchi amici si sfideranno in una scalata notturna. 

Ben presto Buntaro scopre che Miyamoto usa degli espedienti non puliti per facilitare le sue scalate e nasconderlo al pubblico, ma promette di tenerlo per se. Dopo una notte passata in un rifugio di fortuna, Buntaro scopre di essere stato derubato da Miyamoto dell'ingente somma datagli dal professor Adachi per la strumentazione di ricerca. Poco più tardi Yumi, anch'essa derubata da Miyamoto, rivelerà a Mori di come il loro compagno di classe non fosse mai andato in Francia a scalare e si fosse ridotto a vivere di espedienti e truffe negli ultimi anni, pedinandolo nei suoi spostamenti e invidiando il suo crescente successo nel climbing. 

Amareggiato dalle menzogne di Miyamoto e Yumi, Buntaro decide di non fidarsi più di nessuno e si isola tra le nevi del Monte Fuji. Buntaro continua con la conquista di altre vette e percorsi guadagnandosi il soprannome di Immortale.

### Volumi 11-13
Tre anni dopo un ventisettenne Buntaro salva una ragazza, Hana Kato, rimasta intrappolata tra le nevi del Monte Fuji. Inaspettatamente i due instaurano una relazione e iniziano a convivere. Sfruttando la missione in Pakistan incaricatagli dal professor Adachi, Buntaro ne approfitta per ritardare il suo ritorno in Giappone e scalare il Nanga Parbat in solitaria. Ritornato in Giappone, Buntaro e Hana si sposano, con il ragazzo che assume il cognome della moglie, Kato. Buntaro comincia a vivere circondato dalle altre persone e ad abbandonare la montagna dopo la nascita della figlia Rokka. 
Un giorno a casa sua si presenta Takemura, divenuto uno scalatore esperto tanto quanto Buntaro, che gli annuncia che scalerà la parete del K2 in solitaria. Successivamente il padre di Takemura fa visita a Buntaro e lo prega di far desistere il figlio dall'avventurarsi in questa folle impresa in solitaria, confidano che la metodicità e prudenza di Buntaro possano mitigare lo stile spericolato e incurante del pericolo del figlio. Inizialmente restio a partire nuovamente per la montagna, Buntaro cede alla proposta di Takemura di scalare in cordata la parete orientale del K2 quando, per coincidenza, il professor Adachi gli assegna un incarico all'estero presso il ghiacciaio Baltoro, in Pakistan. I due così, tre mesi dopo, partono alla volta del K2. 

### Volumi 14-17
Giunti al campo base del K2, Takemura rivela a Buntaro che la loro impresa, per richiesta degli sponsor, verrà registrata e trasmessa in streaming grazie ad una telecamera posta sul suo casco. Inoltre rivela che sarà lui a decidere la strategia per arrivare in cima. Da lontano il fotografo Kurosawa segue, per l'ultima volta, le imprese dei due scalatori. Arrivati a circa 6500 metri, Takemura inizia ad accusare i primi sintomi di mancanza d'ossigeno e calma il suo battito accelerato con pastiglie per la disfunzione erettile, le quali però hanno effetti vasodilatatori limitati nel tempo. Al procedere della salita Buntaro si rende conto di come desideri più ritornare dalla sua famiglia che completare la scalata. Arrivati a 7000 metri, durante la scalata di una parete di ghiaccio, Takemura perde conoscenza in preda ad un edema cerebrale, costringendo Buntaro ad andare a salvarlo. Takemura è in preda alle allucinazioni così Buntaro, per salvargli la vita, decide di scendere di quota. Una valanga tuttavia travolgerà i due e Takemura troverà la morte. Demotivato e nuovamente solo, Buntaro discende la montagna. Tuttavia l'incontro col cadavere congelato di uno scalatore che incontrò ai tempi del liceo, durante il torneo regionale di arrampicata, riaccende in lui la fiamma della sfida. 
 
Giunto a 5000 metri Buntaro riorganizza il suo zaino e si prepara a scalare la parete orientale del K2, nuovamente, questa volta in free solo. Le autorità nel frattempo danno Takemura e Buntaro come dispersi sul K2. 

Dopo due giorni di scalata, raggiunte le distese innevate vergini a 7500 metri, Buntaro inizia a patire i sintomi dell'altitudine e del maltempo, oltre che un deterioramento fisico e allucinazioni. Dilaniato da un conflitto interiore se procedere verso la morte certa sulla vetta o tornare indietro, Buntaro decide di provare a coronare il suo sogno. Il terzo giorno, dopo aver perso la corda d'arrampicata e avendo perso qualunque speranza di tornare indietro, con le sue ultime forze, Buntaro Kato raggiunge la vetta del K2 divenendo il primo uomo a scalare la parete orientale. 

Nell'epilogo, ambientato esattamente un anno dopo gli eventi del K2, degli escursionisti nella valle del Kamikōchi aiutano un uomo con difficoltà deambulatorie a rialzarsi dopo una caduta lungo il sentiero. Quell'uomo si rivelerà essere proprio Buntaro il quale, raggiunta la vetta del K2, riuscì a scendere miracolosamente a valle sfruttando una corda fissa lasciata da una squadra che si era ritirata ed esaurendo i pochi viveri rimasti e la tenda. L'avventura ha tuttavia lasciato i segni sullo scalatore procurandogli una emorragia sul fondo dell'occhio e facendogli perdere diverse dita delle mani e dei piedi per congelamento. Sebbene con forti limitazioni, il ragazzo si dedica ancora alla scalata di sentieri meno estremi nelle montagne giapponesi per il proprio piacere personale e non più per isolarsi dagli altri. I giorni del leggendario scalatore solitario Buntaro Kato sono finiti per sempre, iniziano i giorni di Buntaro come padre e marito circondato dall'affetto degli altri. A casa, sua moglie Hana lo attende, incinta del secondo figlio.

## Personaggi
- Buntaro Mori (森 文太郎?, Mori Buntarou). Il protagonista della storia. Ragazzo introverso e taciturno, scopre la passione per il climbing in free solo dopo una sfida a scuola. Le diverse esperienze traumatiche in montagna e nella vita lo renderanno uno scalatore solitario ossessionato dal K2.
- Hajime Miyamoto (宮本 一?, Miyamoto Hajime). Un compagno di classe di Buntaro che spinge quest'ultimo ad appassionarsi all'arrampicata dopo una sfida a scuola. Ha un grande talento e spera di andare in Francia dopo il diploma.
- Masao Onishi (大西 政雄?, Ōnishi Masao). È professore di inglese alla Scuola Superiore Yokosuka Kita ed un famoso scalatore giapponese. Guiderà Mori a migliorare le sue abilità nella scalata e sarà suo mentore.
- Yumi Shirai (白井 夕実 ?, Shirai Yumi). Manager del club di climbing della Scuola Superiore Yokosuka Kita. Amica d'infanzia e compagno di classe di Miyamoto, un incidente causato da Mori cambia notevolmente la sua vita.
- Fukumoto ( 福本 ?, Fukumoto). Membro del club di climbing della scuola, è compagno di classe di Buntaro, Yumi e Miyamoto.
- Keito Hara (原 渓人?, Hara Keito). Un ragazzo eccentrico che Buntaro incontrerà al Torneo regionale d'arrampicata Seaside Cup. Si descrive come uno scalatore solitario e pensa che Buntaro sia simile a lui.
- Mutsumi Kurosawa (黒沢 睦美?, Kurosawa Mutsumi). Giornalista freelance ed ex compagno di cordata del professor Onishi. Tra i due non scorre buon sangue a causa di un incidente in montagna accaduto dieci anni prima dell'inizio della storia.
- Isao Adachi (足立 勲?, Adachi Isao). È professore presso la Facoltà di Scienze Ambientali e Ingegneria dell'Università del Kanto Orientale e membro del Comitato Meteorologico e Ambientale di una onlus. Dopo un incontro con Mori in montagna gli offre un lavoro all'Università per raccogliere campioni di nevi ad alta quota.
- Hana Kato (加藤 花 ?, Katou Hana). Ricercatrice presso l'Università del Kanto Orientale, viene salvata da Buntaro sul Monte Fuji durante una tempesta di neve. Instaurerà un rapporto intimo col protagonista.
- Rokka Kato (加藤 六花?, Katou Rokka). La figlia di Buntaro e Hana.
- Ayumu Takemura (建村 歩?, Takemura Ayumu). Un giovane scalatore che ammira Buntaro e punta a diventare come lui. La sua famiglia possiede un negozio di forniture per l'alpinismo.
- Yusuke Ninomiya (二宮 祐介?, Ninomiya Yusuke). Un ricco uomo d'affari ed ex alpinista di chiara fama. Ha notevoli connessioni nell'ambiente politico e finanziario. È il principale finanziatore delle spedizioni della 14 Mountain.
- Tatsuji Komatsu (小松 辰治?, Komatsu Tatsuji). Vice capitano del Team d'Attacco del K2 dell'Associazione "14 Mountain" capitanata da Ninomiya. Col suo carattere ruvido impone una rigida gerarchia nel team di scalatori.
- Taku Niimi (新美 拓?, Niimi Taku). È un membro del Team d'Attacco del K2  dell'Associazione "14 Mountain" capitanata da Ninomiya. Vuole scalare il K2 per riabilitare la memoria di suo padre, un alpinista.
- Momo-chan (モモちゃん ?, Momo-chan). La fidanzata di Taku. Aspetta da lui un bambino.
- Akihiko Kase (加瀬 晃彦?, Kase Akihiko). È un membro del Team d'Attacco del K2  dell'Associazione "14 Mountain" capitanata da Ninomiya. Giovane e spavaldo è un abile trader in borsa.
- Kunieda (国枝?, Kunieda). È un membro del Team d'Attacco del K2  dell'Associazione "14 Mountain" capitanata da Ninomiya. Di professione medico, il suo vero nome è Yasufumi Murata (村田 康文?, Murata Yasufumi), e cerca di nascondere il suo passato.
- Takeda (竹田?, Takeda). Presidente di filiale della Tsurumi Bay Refrigeration Co., società di refrigeratori in cui lavora Buntaro dopo aver lasciato il liceo.
- Kobori (小堀?, Kobori). Una dipendente responsabilie degli affari della Tsurumi. Tenterà di instaurare un rapporto intimo con Buntaro.
- Aoi Maezono (前園 蒼?, Maezono Aoi). Una lontana parente di Ninomiya e membro dell'Associazione 14 Mountain.

## Volumi
| Nº | Data di prima pubblicazione | Data di prima pubblicazione | Data di prima pubblicazione | Data di prima pubblicazione |
| Nº | Giapponese                  | Giapponese                  | Italiano                    | Italiano                    |
| -- | --------------------------- | --------------------------- | --------------------------- | --------------------------- |
| 1  | 18 aprile 2008              | ISBN 978-4-08-877426-8      | 11 giugno 2011              | ISBN 978-88-612-3974-6      |
| 2  | 18 luglio 2008              | ISBN 978-4-08-877475-6      | 9 luglio 2011               | ISBN 978-88-6634-052-2      |
| 3  | 19 settembre 2008           | ISBN 978-4-08-877522-7      | 6 agosto 2011               | ISBN 978-88-6634-075-1      |
| 4  | 19 novembre 2008            | ISBN 978-4-08-877549-4      | 17 settembre 2011           | ISBN 978-88-6634-092-8      |
| 5  | 19 febbraio 2009            | ISBN 978-4-08-877593-7      | 15 ottobre 2011             | ISBN 978-88-6634-123-9      |
| 6  | 19 maggio 2009              | ISBN 978-4-08-877642-2      | 12 novembre 2011            | ISBN 978-88-6634-151-2      |
| 7  | 19 agosto 2009              | ISBN 978-4-08-877696-5      | 10 dicembre 2011            | ISBN 978-88-6634-166-6      |
| 8  | 19 novembre 2009            | ISBN 978-4-08-877753-5      | 24 dicembre 2011            | ISBN 978-88-6634-183-3      |
| 9  | 19 febbraio 2010            | ISBN 978-4-08-877807-5      | 28 gennaio 2012             | ISBN 978-88-6634-184-0      |
| 10 | 19 marzo 2010               | ISBN 978-4-08-877835-8      | 18 febbraio 2012            | ISBN 978-88-6634-196-3      |
| 11 | 18 giugno 2010              | ISBN 978-4-08-877880-8      | 31 marzo 2012               | ISBN 978-88-6634-215-1      |
| 12 | 17 settembre 2010           | ISBN 978-4-08-879030-5      | 28 aprile 2012              | ISBN 978-88-6634-252-6      |
| 13 | 17 dicembre 2010            | ISBN 978-4-08-879077-0      | 31 maggio 2012              | ISBN 978-88-6634-253-3      |
| 14 | 18 febbraio 2011            | ISBN 978-4-08-879120-3      | 28 luglio 2012              | ISBN 978-88-6634-268-7      |
| 15 | 19 maggio 2011              | ISBN 978-4-08-879145-6      | 25 agosto 2012              | ISBN 978-88-6634-280-9      |
| 16 | 19 agosto 2011              | ISBN 978-4-08-879187-6      | 22 settembre 2012           | ISBN 978-88-6634-281-6      |
| 17 | 19 novembre 2011            | ISBN 978-4-08-879236-1      | 20 ottobre 2012             | ISBN 978-88-6634-282-3      |

## Riconoscimenti
Il manga è stato premiato con l'Excellent Prize per la sezione manga al Japan Media Arts Festival del 2010 e come miglior manga seinen al Prix Mangawa Awards del 2011.